# Patricia Llombart
Patricia Llombart Cussac es una diplomática y funcionaria del Servicio Europeo de Acción Exterior de la Unión Europea. Actualmente ejerce el cargo de Embajadora de la Unión Europea en Marruecos. Presentó las cartas credenciales ante S.M el Rey de Marruecos Mohammed VI el 17 de Enero del 2022. 
Con anterioridad, ejerció como  embajadora de la Delegación de la Unión Europea en Colombia desde el 5 de febrero de 2018.En un acto celebrado en el Palacio de Nariño, el Presidente Juan Manuel Santos y la Viceministra de Relaciones Exteriores, Patti Londoño, recibieron las cartas credenciales de la Embajadora y Jefe de la Delegación.

## Biografía
De Valencia, España y jurista de formación, hizo maestrías en comercio internacional y estudios europeos. 
Cuenta con más de 20 años de experiencia en las instituciones de la Unión Europea, siempre en las áreas de relaciones internacionales y política exterior. Trabajó particularmente en las direcciones para América Latina y el Medio Oriente y se ocupó de países del Mercosur y de Irán, Iraq, Cooperación del Golfo y Yemen como Jefe de la Unidad responsable en el Servicio Europeo de Acción Exterior. También fue parte del Gabinete del Vice-Presidente de la Comisión Europea y del Comisario Europeo encargado de relaciones exteriores. Antes de ser designada Embajadora en Colombia, fue Directora de Infraestructura, Presupuesto y Seguridad en la sede central del Servicio Europeo de Acción Exterior (SEAE). Representó a la Unión Europea en Colombia entre el 2018 y el 2021. Posteriormente tomó funciones como Embajadora de la Unión europea en Marruecos en noviembre del 2021.  

## Estudios
La Embajadora estudió Derecho en la Universidad de Valencia (1985-1989); es Master en Gestión de Comercio Internacional de la Universidad ADEIT de Valencia (1989-1990); y en Ciencia Política y Estudios Administrativos Europeos del Colegio de Europa (1990-1991).